# Repêchage de la Ligue majeure de baseball 2010
2009 2011
Le repêchage de la Ligue majeure de baseball 2010 se tient du 7 au 9 juin 2010 aux studios de MLB Network à New York. Pour la seconde année consécutive, les Nationals de Washington héritent du premier choix.
Cinquante tours de sélections ont lieu impliquant 1 525 joueurs. Le premier joueur choisi est Bryce Harper ; le 1 525e est James Rice. Sur les cinquante joueurs sélectionnés au premier tour (30 choix et 20 choix de compensation), 26 sortent de l'école secondaire tandis que les 24 autres viennent d'établissements d'enseignement supérieur.
Parmi les bonus touchés par les joueurs à la signature de leurs premiers contrats professionnels, on citera Bryce Harper (6,25 millions de dollars), Jameson Taillon (5,6), et Manny Machado (5,25).
Le lanceur Chris Sale est le premier joueur de ce repêchage à faire ses débuts en Ligue majeure, dès le 6 août 2010.

## Premier tour de sélection

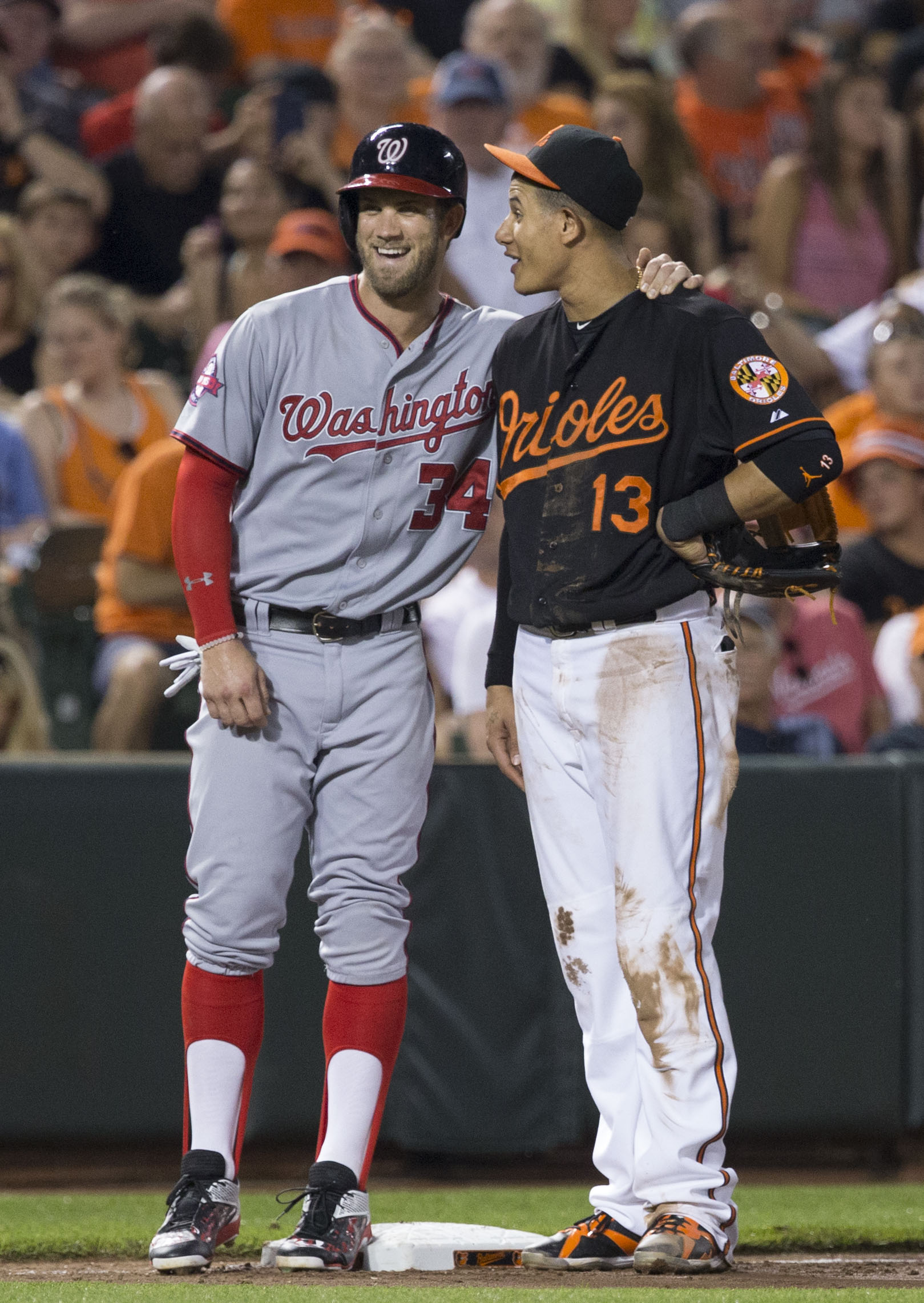
Bryce Harper (gauche) et Manny Machado (droite), sélectionnés en premier et en troisième, respectivement, en 2010.

L'ordre du repêchage de 2010 est déterminé par les classements de la saison 2009. La moins bonne formation choisit la première
Légende
* - Joueurs n'ayant pas signé
| Rang | Joueur                | Équipe MLB                | Position         | Provenance                                    |
| ---- | --------------------- | ------------------------- | ---------------- | --------------------------------------------- |
| 1    | Bryce Harper          | Nationals de Washington   | Voltigeur        | College of Southern Nevada                    |
| 2    | Jameson Taillon       | Pirates de Pittsburgh     | Lanceur droitier | The Woodlands High School (Texas)             |
| 3    | Manny Machado         | Orioles de Baltimore      | Arrêt-court      | Brito High School (Floride)                   |
| 4    | Christian Colón       | Royals de Kansas City     | Arrêt-court      | Cal State Fullerton                           |
| 5    | Drew Pomeranz         | Indians de Cleveland      | Lanceur gaucher  | Ole Miss                                      |
| 6    | Barret Loux *         | Diamondbacks de l'Arizona | Lanceur droitier | Texas A&M                                     |
| 7    | Matt Harvey           | Mets de New York          | Lanceur droitier | Université de Caroline du Nord                |
| 8    | Delino DeShields, Jr. | Astros de Houston         | Deuxième but     | Woodward Academy (Géorgie)                    |
| 9    | Karsten Whitson *     | Padres de San Diego       | Lanceur droitier | Chipley High School (Floride)                 |
| 10   | Michael Choice        | Athletics d'Oakland       | Voltigeur        | Université du Texas à Arlington               |
| 11   | Deck McGuire          | Blue Jays de Toronto      | Lanceur droitier | Georgia Tech                                  |
| 12   | Yasmani Grandal       | Reds de Cincinnati        | Receveur         | Université de Miami                           |
| 13   | Chris Sale            | White Sox de Chicago      | Lanceur gaucher  | Université Florida Gulf Coast                 |
| 14   | Dylan Covey *         | Brewers de Milwaukee      | Lanceur droitier | Maranatha High School (Californie)            |
| 15   | Jake Skole            | Rangers du Texas          | Voltigeur        | Blessed Trinity High School (Géorgie)         |
| 16   | Hayden Simpson        | Cubs de Chicago           | Lanceur droitier | Southern Arkansas University                  |
| 17   | Josh Sale             | Rays de Tampa Bay         | Voltigeur        | Bishop Blanchet High School (Washington)      |
| 18   | Kaleb Cowart          | Angels de Los Angeles     | Troisième but    | Cook High School (Géorgie)                    |
| 19   | Mike Foltynewicz      | Astros de Houston         | Lanceur droitier | Minooka High School (Illinois)                |
| 20   | Kolbrin Vitek         | Red Sox de Boston         | Deuxième but     | Ball State University                         |
| 21   | Alex Wimmers          | Twins du Minnesota        | Lanceur droitier | Ohio State University                         |
| 22   | Kellin Deglan         | Rangers du Texas          | Receveur         | R. E. Mountain Secondary School (Canada)      |
| 23   | Christian Yelich      | Marlins de la Floride     | Voltigeur        | Westlake High School (Californie)             |
| 24   | Gary Brown            | Giants de San Francisco   | Voltigeur        | Cal State Fullerton                           |
| 25   | Zack Cox              | Cardinals de Saint-Louis  | Troisième but    | Université de l'Arkansas                      |
| 26   | Kyle Parker           | Rockies du Colorado       | Voltigeur        | Université Clemson                            |
| 27   | Jesse Biddle          | Phillies de Philadelphie  | Lanceur gaucher  | Germantown Friends High School (Pennsylvanie) |
| 28   | Zach Lee              | Dodgers de Los Angeles    | Lanceur droitier | McKinney High School (Texas)                  |
| 29   | Cam Bedrosian         | Angels de Los Angeles     | Lanceur droitier | East Coweta High School (Géorgie)             |
| 30   | Chevy Clarke          | Angels de Los Angeles     | Voltigeur        | Marietta High School (Géorgie)                |
| 31   | Justin O'Conner       | Rays de Tampa Bay         | Receveur         | Cowan High School (Indiana)                   |
| 32   | Cito Culver           | Yankees de New York       | Arrêt-court      | West Irondequoit High School (New York)       |
| 33   | Michael Kvasnicka     | Astros de Houston         | Receveur         | Université du Minnesota                       |
| 34   | Aaron Sanchez         | Blue Jays de Toronto      | Lanceur droitier | Barstow High School (Californie)              |
| 35   | Matthew Lipka         | Braves d'Atlanta          | Arrêt-court      | McKinney High School (Texas)                  |
| 36   | Bryce Brentz          | Red Sox de Boston         | Voltigeur        | Middle Tennessee                              |
| 37   | Taylor Lindsey        | Angels de Los Angeles     | Arrêt-court      | Desert Mountain High School (Arizona)         |
| 38   | Noah Syndergaard      | Blue Jays de Toronto      | Lanceur droitier | Mansfield Legacy High School (Texas)          |
| 39   | Anthony Ranaudo       | Red Sox de Boston         | Lanceur droitier | Louisiana State University                    |
| 40   | Ryan Bolden           | Angels de Los Angeles     | Voltigeur        | Madison Central High School (Mississippi)     |
| 41   | Asher Wojciechowski   | Blue Jays de Toronto      | Lanceur droitier | The Military College of South Carolina        |
| 42   | Drew Vettleson        | Rays de Tampa Bay         | Voltigeur        | Central Kitsap High School (Washington)       |
| 43   | Taijuan Walker        | Mariners de Seattle       | Lanceur droitier | Yucaipa High School (Californie)              |
| 44   | Nick Castellanos      | Tigers de Détroit         | Troisième but    | Archbishop McCarthy High School (Floride)     |
| 45   | Luke Jackson          | Rangers du Texas          | Lanceur droitier | Calvary Christian Academy (Floride)           |
| 46   | Seth Blair            | Cardinals de Saint-Louis  | Lanceur droitier | Arizona State University                      |
| 47   | Peter Tago            | Rockies du Colorado       | Lanceur droitier | Dana Hills High School (Californie)           |
| 48   | Chance Ruffin         | Tigers de Détroit         | Lanceur droitier | Université du Texas                           |
| 49   | Mike Olt              | Rangers du Texas          | Troisième but    | Université du Connecticut                     |
| 50   | Tyrell Jenkins        | Cardinals de Saint-Louis  | Lanceur droitier | Henderson High School (Texas)                 |

## Compensations
1. ↑  Compensation pour le choix non signé en 2009 Matt Purke
2. ↑  Tour prévu des Mariners de Seattle ; Compensation pour la perte de l'agent libre de type A Chone Figgins
3. ↑  Tour prévu des Tigers de Détroit ; Compensation pour la perte de l'agent libre de type A Jose Valverde
4. ↑  Tour prévu des Braves d'Atlanta ; Compensation pour la perte de l'agent libre de type A Billy Wagner
5. ↑  Tour prévu des Red Sox de Boston ; Compensation pour la perte de l'agent libre de type A John Lackey
6. ↑  Compensation pour le choix non signé en 2009 LeVon Washington
7. ↑  Compensation pour la perte de l'agent libre de type A Jose Valverde
8. ↑  Compensation pour la perte de l'agent libre de type A Marco Scutaro
9. ↑  Compensation pour la perte de l'agent libre de type A Michael Gonzalez
10. ↑  Compensation pour la perte de l'agent libre de type A Jason Bay
11. ↑  Compensation pour la perte de l'agent libre de type A John Lackey
12. ↑  Compensation pour le choix non signé en 2009 James Paxton
13. ↑  Compensation pour la perte de l'agent libre de type A Billy Wagner
14. ↑  Compensation pour la perte de l'agent libre de type A Chone Figgins
15. ↑  Compensation pour la perte de l'agent libre de type A Rod Barajas
16. ↑  Compensation pour la perte de l'agent libre de type B Gregg Zaun
17. ↑  Compensation pour la perte de l'agent libre de type B Adrian Beltre
18. ↑  Compensation pour la perte de l'agent libre de type B Brandon Lyon
19. ↑  Compensation pour la perte de l'agent libre de type B Marlon Byrd
20. ↑  Compensation pour la perte de l'agent libre de type B Mark DeRosa
21. ↑  Compensation pour la perte de l'agent libre de type B Jason Marquis
22. ↑  Compensation pour la perte de l'agent libre de type B Fernando Rodney
23. ↑  Compensation pour la perte de l'agent libre de type B Iván Rodríguez
24. ↑  Compensation pour la perte de l'agent libre de type B Joel Piñeiro